# Universal Content Productions
Universal Content Productions es una productora de televisión que opera dentro de la división Universal Studio Group de NBCUniversal.

## Historia
En julio de 2008, Universal Cable Productions se separó de Universal Media Studios (UMS) y se colocó en la división NBCU Cable Entertainment de NBCUniversal. La unidad fue puesta bajo la dirección de un equipo gerencial compuesto por cinco ejecutivos. Originalmente, UCP se creó para producir programas para NBCUniversal y otros canales de cable.
Anteriormente en UMS, Doug Liman y Dave Bartis' Hypnotic Films & Television se mudaron a UCP después de que algunos programas fueran rechazados en UMS.
En julio de 2011, a través de su empresa afiliada, NBCUniversal Domestic TV Distribution, Psych y Monk, los programas de UCP se seleccionaron para su distribución fuera de la red en Ion Television.
Se firmó un tercer acuerdo de pod con Valhalla Entertainment de Gale Anne Hurd en abril de 2012.
El 3 de marzo de 2015, Charlie Ebersol firmó un acuerdo de desarrollo general con el estudio para desarrollar sus propios proyectos, especialmente para los servicios de cable. 
El 5 de mayo de 2015, UCP y Vahalla Entertainment renovaron su acuerdo general para desarrollar sus propios proyectos.
El 7 de noviembre de 2018, firmó un acuerdo de desarrollo con Happy! creador Grant Morrison, con servicios para proporcionar exclusivamente para el desarrollo.
A principios de 2019, Universal Cable Productions cambió su nombre a Universal Content Productions para reflejar el cambio a la transmisión, con la producción de Umbrella Academy para Netflix y el servicio de transmisión de NBCUniversal, que finalmente se llamó Peacock.
En febrero de 2019, se anunció que el escritor, productor y director Sam Esmail había firmado con su productora Esmail Corp. un contrato exclusivo de cuatro años con UCP, con quien ya había producido Mr. Robot, Homecoming y Briarpatch.
UCP anunció en noviembre de 2019 el lanzamiento en 2020 de su canal de podcast UCP Audio. El estudio producirá contenido con guion y sin guion con el primer podcast con guion de Esmail Corp. Más recientemente, Elliot Page firmó un contrato con el estudio.

## Programas de televisión
-

| Título                                             | Canal original          | Años de emisión | Asociación de producción |
| -------------------------------------------------- | ----------------------- | --------------- | --- |
| Law & Order: Criminal Intent                       | NBC/USA Network         | 2001–2011       | con Wolf Films |
| Monk                                               | USA Network             | 2002–2009       | con Mandeville Films y Touchstone Television. |
| Battlestar Galactica                               | Syfy                    | 2004–2009       | con David Eick Productions, R&D TV y Sky UK. |
| Psych                                              | USA Network             | 2006–2014       | con Pacific Mountain Productions y Tagline Television. |
| Eureka                                             | Syfy                    | 2006–2012       | |
| In Plain Sight                                     | USA Network             | 2008–2012       | con Pirates' Cove Entertainment (1-2 temporada), Tiny Clambake Productions (2 temporada), McNamara Paper Products (3 temporada) y Frontier Pictures (4–5 temporada). |
| The Starter Wife                                   | USA Network             | 2008            | con Haypop Productions, 3 Arts Entertainment y McGibbon-Parriott Productions                                                                                         |
| Royal Pains                                        | USA Network             | 2009–2016       | con 34 Films, Prospect Park y Open 4 Business Productions |
| Warehouse 13                                       | Syfy                    | 2009–2014       | |
| Caprica                                            | Syfy                    | 2010            | |
| Covert Affairs                                     | USA Network             | 2010–2014       | con Corman & Ord e Hypnotic |
| Being Human                                        | Syfy                    | 2011–2014       | con Muse Entertainment Enterprises. |
| Fairly Legal                                       | USA Network             | 2011–2012       | con Steve Stark Productions, Garfield St. Productions, y Ocko & Company                                                                                              |
| Suits                                              | USA Network             | 2011–2019       | con Untitled Korsh Company e Hypnotic Films & Television |
| Necessary Roughness                                | USA Network             | 2011–2013       | con Still Married Productions y Sony Pictures Television |
| Alphas                                             | Syfy                    | 2011–2012       | con BermanBraun |
| Against the Wall                                   | Lifetime                | 2011            | con Paid My Dues Productions y Open 4 Business Productions |
| I Just Want My Pants Back                          | MTV                     | 2011–2012       | con Hypnotic |
| Battlestar Galactica: Blood & Chrome               | Machinima.com           | 2012            | |
| Galip Derviş                                       | Kanal D                 | 2013-2014       | con Barakuda Film y ABC Studios |
| Defiance                                           | Syfy                    | 2013–2015       | con Five & Dime Productions |
| Playing House                                      | USA Network             | 2014–2017       | con A24, Parham St. Clair Productions y Open 4 Business Productions                                                                                                  |
| Satisfaction                                       | USA Network             | 2014–2015       | con Krasnoff/Foster Entertainment, Rhythm Arts Entertainment y Sony Pictures Television                                                                              |
| Dominion                                           | Syfy                    | 2014–2015       | con FanFare Productions, Film Afrika, Bold Films y Sony Pictures Television.                                                                                         |
| Ascension                                          | Syfy                    | 2014            | con Sea to Sky Entertainment, Levens, Blumhouse Productions y Lionsgate Television                                                                                   |
| Girlfriends' Guide to Divorce                      | Bravo                   | 2014–2018       | con Tiny Pyro Productions |
| 12 Monkeys                                         | Syfy                    | 2015–2018       | con Division Street y Atlas Entertainment. |
| Dig                                                | USA Network             | 2015            | con Tailwind Productions, G. Raff Productions, The Jackal Group y Keshet International                                                                               |
| The Royals                                         | E!                      | 2015–2018       | con Mastermind Laboratories, Varsity Pictures y Lionsgate Television                                                                                                 |
| Killjoys                                           | Syfy                    | 2015–2019       | con Mendacity Pictures, Bell Media y Temple Street Productions. |
| Mr. Robot                                          | USA Network             | 2015–2019       | con Anonymous Content y Esmail Corp |
| Difficult People                                   | Hulu                    | 2015–2017       | con Paper Kite Productions, 3 Arts Entertainment y Jax Media |
| Childhood's End                                    | Syfy                    | 2015            | con Michael De Luca Productions, Monastic Productions y Weed Road Pictures                                                                                           |
| The Magicians                                      | Syfy                    | 2015–2020       | con McNamara Moving Company, Man Sewing Dinosaur y Groundswell Productions                                                                                           |
| Colony                                             | USA Network             | 2016–2018       | con Carlton Cuse Productions, (1 temporada) Cuse Productions (2 temporada), Genre Arts (3 temporada) y Legendary Television                                          |
| Hunters                                            | Syfy                    | 2016            | con Gangtackle Entertainment y Valhalla Entertainment |
| Queen of the South                                 | USA Network             | 2016–2021       | con Frequency Films, Friendly Films, Skeeter Rosenbaum Productions, Fox 21 Television Studios (1–4 temporada) y 20th Television (5 temporada)                        |
| HarmonQuest                                        | Seeso/VRV               | 2016–2019       | con Harmonious Claptrap y Starburns Industries |
| Falling Water                                      | USA Network             | 2016–2018       | con Gangtackle Productions y Valhalla Entertainment |
| Aftermath                                          | Syfy                    | 2016            | con Bell Media y Halfire Entertainment |
| Channel Zero                                       | Syfy                    | 2016–2018       | con Eat The Cat y UTMK Limited |
| Eyewitness                                         | USA Network             | 2016            | con Adi TV Studios |
| Shooter                                            | USA Network             | 2016–2018       | con Leverage Entertainment, Closest to the Hole Productions and Paramount Television Studios.                                                                        |
| Incorporated                                       | Syfy                    | 2016–2017       | con Pearl Street Films, Algorithm Entertainment y CBS Television Studios                                                                                             |
| Imposters                                          | Bravo                   | 2017–2018       | con Villa Walk Productions y Riverrun Films |
| The Arrangement                                    | E!                      | 2017–2018       | con Sneaky Pictures, Inc., All3Media America y Main Event Media |
| Blood Drive                                        | Syfy                    | 2017            | con Strong & Dobbs |
| The Sinner                                         | USA Network             | 2017–presente   | con Iron Ocean |
| Damnation                                          | USA Network             | 2017–2018       | con No Possum Productions, Entertainment 360, Turnpike y Netflix |
| Happy!                                             | Syfy                    | 2017–2019       | con Original Film and Littleton Road y Hypernormal (2 temporada). |
| Unsolved                                           | USA Network             | 2018            | con HemingwayTaylor |
| The Purge                                          | USA Network             | 2018–2020       | with Blumhouse Television, Platinum Dunes, Man in Tree Productions y Racket Squad Productions (1 temporada)                                                          |
| Impulse                                            | YouTube Premium         | 2018–2019       | con Hypnotic |
| Dirty John                                         | Bravo/USA Network       | 2018–presente   | con Atlas Entertainment, Los Angeles Times Studios y Nutmegger |
| Homecoming                                         | Amazon Prime Video      | 2018–presente   | con Amazon Studios, Anonymous Content, Esmail Corp, Gimlet Media, Red Om Films, y We Here At                                                                         |
| Deadly Class                                       | Syfy                    | 2019            | con Gozie AGBO, Chipmunk Hill, Getaway Entertainment, Giant Generator, 2 Miles Entertainment y Sony Pictures Television                                              |
| The Act                                            | Hulu                    | 2019            | |
| The Umbrella Academy                               | Netflix                 | 2019–present    | con Dark Horse Entertainment y Borderline Entertainment |
| Pearson                                            | USA Network             | 2019            | con Untitled Korsh Company, Hypnotic Films & Television y Major Migraine, Inc.                                                                                       |
| Treadstone                                         | USA Network             | 2019–2020       | con Captivate Entertainment, Tailwind Productions y Imperative Entertainment                                                                                         |
| Dare Me                                            | USA Network             | 2019–2020       | con loMegan Abbott, Drowning Girl Productions, Fair Harbour Productions y Film 44                                                                                    |
| Briarpatch                                         | USA Network             | 2020            | con Anonymous Content, Voodoo Ltd., Esmail Corp y Paramount Television Studios                                                                                       |
| The At Home Variety Show Featuring Seth MacFarlane | Peacock                 | 2020            | Jax Media y Fuzzy Door Productions |
| Brave New World                                    | Peacock                 | 2020            | con Amblin Television |
| A Wilderness of Error                              | FX                      | 2020            | con Truth Media, Rachael Horovitz Prods., Blumhouse Television y FXP                                                                                                 |
| Resident Alien                                     | Syfy                    | 2021–presente   | con Jocko Productions, Amblin Television y Dark Horse Entertainment                                                                                                  |
| Punky Brewster                                     | Peacock                 | 2021            | con Armogida Brothers Productions, Main Event Media y Universal Television                                                                                           |
| Dr. Death                                          | Peacock                 | 2021            | con Littleton Road Productions, Escape Artists y Wondery |
| Dr Death: The Undoctored Story                     | Peacock                 | 2021            | con Wondery y Peacock Media Productions |
| One of Us Is Lying                                 | Peacock                 | 2021–presente   | con 5MM |
| Chucky                                             | Syfy/USA Network        | 2021-presente   | con Pheidippides, David Kirschner Productions y Eat The Cat |
| The 45 Rules of Divorce.                           | MBC 4/Shahid VIP        | 2021-2022       | con S Productions, StudioCanal, twofour54 y Image Nation Abu Dhabi                                                                                                   |
| Joe vs. Carole                                     | Peacock                 | 2022-presente   | |
| Gaslit                                             | Starz                   | 2022            | con Esmail Corp., Red Om Films, Anonymous Content y Slate |
| Stranger in a Strange Land                         | Syfy                    |                 | con Paramount Television Studios |
| The Von Bulow Affair                               | Investigation Discovery |                 | |
| Candy                                              | Bravo                   |                 | |
| Acts of Crime                                      | ABC                     |                 | con ABC Signature y Esmail Corp |
| The Raven Cycle                                    | Syfy                    |                 | con Legendary Television y Groundswell Productions |
| Mile High                                          | USA Network             |                 | con Legendary Television |
| Angelyne                                           | Peacock                 |                 | con Esmail Corp y Anonymous Content |

## Podcast producidos UCP Audio[16]
| Título                                                              | Canal     | Lanzamiento | Notas |
| ------------------------------------------------------------------- | --------- | ----------- | --- |
| The End Up                                                          | UCP Audio | próximo     | Podcast con guion de un futuro cercano producido por Esmail Corp.                                                                                                  |
| House of Prayer                                                     | UCP Audio | próximo     | Casa de oración podcast sin guion sobre una investigación sobre un supuesto culto                                                                                  |
| Podcast sin título sobre la industria de adolescentes con problemas | UCP Audio | próximo     | El podcast sin guion sobre un adolescente perdido echa un vistazo al negocio de las escuelas terapéuticas y sus vínculos con los políticos, Hollywood y las sectas |